# NGC 338
NGC 338 è una galassia a spirale situata nella costellazione dei Pesci.
Fu scoperta nel 1877 da Wilhelm Tempel.